# Partido País Solidário
O Partido País Solidário (em espanhol Partido País Solidario) é um partido político do Paraguai, de ideologia socialista democrática. Forma parte da coligação de esquerda Frente Guasú, e está afiliado ao Internacional Socialista.

## História
Surgiu de uma divisão do Partido Encontro Nacional por parte do movimento interno PAIS, posteriormente foi organizado a nível nacional a partir de seu primeiro congreso em 2002, o PPS tem participado com relativo êxito nas eleições, alcançando representação parlamentar e conselhos.
É liderado pelo médico Carlos Filizzola Pallarés, conhecido por seu ativismo sindical no Sindicato do Hospital de Clínicas e secretário adjunto da Central Unitária de Trabalhadores, de 1989 a 1991.
Nas eleições nacionais de 2008, o PPS apoiou a candidatura de Fernando Lugo.
Atualmente o Partido País Solidario conta com representantes na Câmara de Senadores e vários de sus membros formam pate do governo do presidente Fernando Lugo.